# 小林正弥
小林 正弥（こばやし まさや、1963年 - ）は、日本の政治学者。専門は、政治哲学、公共哲学、比較政治学。千葉大学大学院社会科学研究院教授。慶應義塾大学大学院システムデザイン・マネジメント研究科特別招聘教授。日本ポジティブサイコロジー医学会理事。地球平和公共ネットワーク代表。公共哲学ネットワーク代表。
公共哲学・コミュニタリアニズムの研究を通じ、ハーバード大学のマイケル・サンデルと交流をもち、2010年4月〜7月に放映されたNHK教育テレビ「ハーバード白熱教室」で解説者を務める。他、共和主義、地球的スピリチュアリティ・環境・福祉、恩顧主義と習合主義、政治的腐敗などを研究テーマとしている。近年では、公共性、対話をキーワードとした実践的な哲学の展開やコミュニタリアニズム研究、ポジティブ心理学の研究に力を注いでいる。

## 概略

### 経歴
1982年（昭和57年）筑波大学附属駒場高等学校卒業、1986年（昭和61年）東京大学法学部を卒業し、東京大学法学部助手、1989年（昭和64年）千葉大学法経学部助手、1992年（平成4年）同助教授を経て、2003年（平成15年）から同教授。2006年（平成18年）千葉大学人文社会科学研究科教授。1995年～97年、ケンブリッジ大学社会政治学部客員研究員及びセルウィン・コレッジ準フェロー。千葉大学地球環境福祉研究センター（公共研究センター）・センター長。

### 研究
戦後日本政治を恩顧主義（クライエンテリズム）の観点から分析した初期の研究以来、習合主義、政治的腐敗をテーマとした政治学と同時に、実践的・規範的な政治哲学のあり方を追及している。
イラク戦争をきっかけに平和問題に対して公共哲学的な観点から論じ、「非戦」「非攻」による平和主義の再構築を唱導する。
日本において新しい学問である公共哲学の確立と推進に携わる主要な研究者の一人である。千葉大学21世紀COEプログラム「持続可能な福祉社会に向けた公共研究拠点」においては、公共哲学担当サブリーダーとしてプロジェクトの推進に携わる。
政治哲学においては、A.エツィオーニ、A.マッキンタイア、M.サンデルらの研究を通じてコミュニタリアニズムの理論を深めつつ、実践的哲学としてのコミュニタリアニズムの確立をめざしている。
さらにポジティブ心理学を研究して、コミュニタリアニズムとの統合を図っている。

### 教育
「対話型講義」の展開に力を入れている。千葉大学での授業のほか、社会人や学生などを対象としてさまざまな機会に対話型講義を実践している。そのテーマは、教育、宗教、平和、人生など幅広いが、参加者が異なる立場・意見の発言者の言葉に耳を傾け、互いの立場や考え方の違いを踏まえる対話を導く中で、新しい視点や共有の問題を見いだす講義展開に特色がある。
各地の教育機関等から招聘されて行った対話型講義の一部は、「対話型公共哲学TV」において公開され、閲覧可能である。

### 単著
- 『政治的恩顧主義論――日本政治研究序説』（東京大学出版会, 2000年）
- 『非戦の哲学』（筑摩書房［ちくま新書］, 2003年）
- 『友愛革命は可能か――公共哲学から考える』（平凡社新書, 2010年）
- 『サンデルの政治哲学――〈正義〉とは何か』（平凡社新書, 2010年）
- 『対話型講義――原発と正義』（光文社新書、2012年）
- 『日本版白熱教室 サンデルにならって正義を考えよう』（文春新書, 2011年）
- 『人生も仕事も変える「対話力」――日本人に闘うディベートはいらない』（講談社プラスアルファ新書, 2014年)
- 『アリストテレスの人生相談』（講談社、2015年）
- 『神社と政治』（角川新書、2016年）

### 編著
- 『丸山眞男論――主体的作為、ファシズム、市民社会』（東京大学出版会, 2003年）
- 『戦争批判の公共哲学――「反テロ」世界戦争における法と政治』（勁草書房, 2003年）

### 共編著
- （西尾勝・金泰昌）『公共哲学（11）自治から考える公共性』（東京大学出版会, 2004年）
- （坂野潤治・新藤宗幸）『憲政の政治学』（東京大学出版会, 2006年）
- （千葉眞）『平和憲法と公共哲学』（晃洋書房, 2007年）
- （上村雄彦）『世界の貧困問題をいかに解決できるか――「ホワイトバンド」の取り組みを事例として』（星雲社, 2007年）
- （マイケル・サンデル）『サンデル教授の対話術』（2010年）
- （広井良典）『コミュニティ――公共性・コモンズ・コミュニタリアニズム』（勁草書房, 2010年）
- （菊池理夫）『コミュニタリアニズムのフロンティア』（勁草書房, 2012年）
- （菊池理夫）『コミュニタリアニズムの世界』（勁草書房, 2013年）

### 監訳書
- アミタイ・エツィオーニ『ネクスト――善き社会への道』（麗沢大学出版会,2005年）
- （金原恭子）マイケル・サンデル『民主政の不満――公共哲学を求めるアメリカ（上）―手続き的共和国の憲法』（勁草書房, 2010年）
- （金原恭子）マイケル・サンデル『民主政の不満――公共哲学を求めるアメリカ（下）―手続き的共和国の憲法』（勁草書房,  2011年）
- マイケル・サンデル『ハーバード白熱教室講義録＋東大特別授業（上・下）』（早川書房, 2010年） - 監訳・解説

## テレビ出演
- ハーバード白熱教室 - 解説
- NHK 白熱教室JAPAN（2011年1月9日～30日　全4回） - 講義
- フジテレビめざましどようび（2011年4月～2012年9月） - ニュースコメント